# Aphelocerus sturnus
Aphelocerus sturnus is een keversoort uit de familie mierkevers (Cleridae). De wetenschappelijke naam van de soort is voor het eerst geldig gepubliceerd in 1871 door Kirsch.